# 북정도호부
북정도호부(北庭都護府)는 당나라 때 직할 영토의 최북서인 정주(庭州)에 설치한 변경 방비기관이다.

## 개요
정주는 지금의 톈산산맥 중부 북쪽 기슭에 있는 지무싸(濟木薩) 오아시스에 해당한다. 돌궐(突厥)의 여러 부족이 중가리아에 흩어져 거주하였기 때문에, 702년 그들을 진무(鎭撫)하여 산의 남쪽에 있는 실크로드를 침범못하게 하기 위하여 설치되었다. 그 뒤 안사(安史)의 난, 토번(吐蕃)의 진출 등을 겪은 뒤 당과 서역의 정치적 관계가 단절되고도, 790년 안서도호부(安西都護府)와 더불어 토번에게 함락될 때까지 존속하였다.

## 부속 관할

### 현(縣)
- 금만현(金滿縣)
- 윤태현(輪台縣)
- 보류현(蒲類縣)

### 군(軍)
- 한해군(瀚海軍)
- 천산군(天山軍)
- 이오군(伊吾軍)

### 16기미주(16羈縻州)
- 염치주(鹽治州)
- 염록주鹽祿州)
- 음산주(陰山州)
- 대막주(大漠州)
- 윤태주(輪台州)
- 금만주(金滿州)
- 현지주(玄池州)
- 가계주(哥系州)
- 인면주(咽面州)
- 금부주(金附州)
- 동염주(東鹽州)
- 서염주(西鹽州)
- 질륵주(叱勒州)
- 가슬주(迦瑟州)
- 풍락주(馮洛州)
- 고서주(孤舒州)

### 통치 민족
- 돌기시(突騎施)
- 견곤(堅昆)
- 참철(斬啜)

## 같이 보기
- 안동도호부
- 안서도호부
- 안남도호부
- 안북도호부
- 선우도호부